# Rubus godongensis
Rubus godongensis är en rosväxtart som beskrevs av Y. Gu och W. L. Li. Rubus godongensis ingår i släktet rubusar, och familjen rosväxter. Inga underarter finns listade i Catalogue of Life.